# Mistrzowie strongman: Niemcy
Mistrzowie strongman: Niemcy (Stärkster Mann Deutschlands) – indywidualne, doroczne zawody siłaczy, organizowane w Niemczech.

## Mistrzowie
| Rok  | Mistrz        |
| ---- | ------------- |
| 1994 | Heinz Ollesch |
| 1995 | Heinz Ollesch |
| 1996 | Heinz Ollesch |
| 1997 | Heinz Ollesch |
| 1998 | Heinz Ollesch |
| 1999 | Heinz Ollesch |
| 2000 | Heinz Ollesch |
| 2001 | Heinz Ollesch |
| 2002 | Heinz Ollesch |
| 2003 | Heinz Ollesch |

| Rok  | Mistrz             | Wicemistrz       | Drugi Wicemistrz |
| ---- | ------------------ | ---------------- | ---------------- |
| 2004 | Heinz Ollesch      | Franz Beil       | Guido Biastoch   |
| 2005 | Dieter Seidenkranz | Franz Müllner    | Dietmar Zint     |
| 2006 | Heinz Ollesch      | Florian Trimpl   | Knut Handke      |
| 2007 | Igor Werner        | Florian Trimpl   | Raik Seume       |
| 2008 | Tobias Ide         | Igor Werner      | Jens Thamm       |
| 2009 | Florian Trimpl     | Tobias Ide       | Steffen Hayn     |
| 2010 | Igor Werner        | Patrik Baboumian | Robert Heinrich  |